# 明月湖

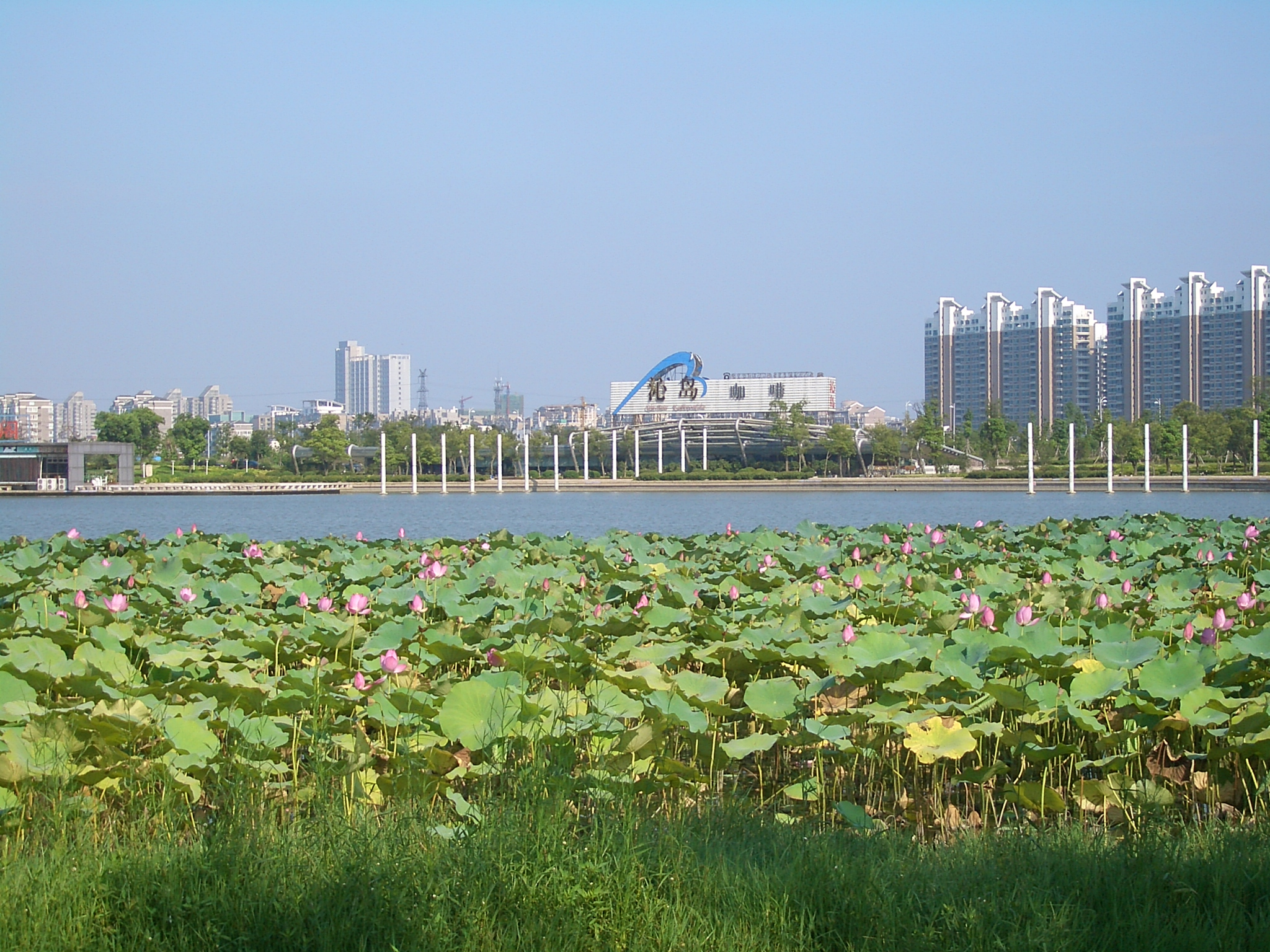
在明月湖西南方向拍摄的湖面景观

明月湖是中华人民共和国江苏省扬州市西区的一个小型湖泊，位于扬州市文昌西路与国展路交汇处。湖南方连接赵家支沟，湖北方连接沿山河。湖上有明月湖大桥跨过，南岸有扬州市文化艺术中心，北岸有揚州京華城休閒旅遊區。湖周围有绿地，为明月湖河长制公园。

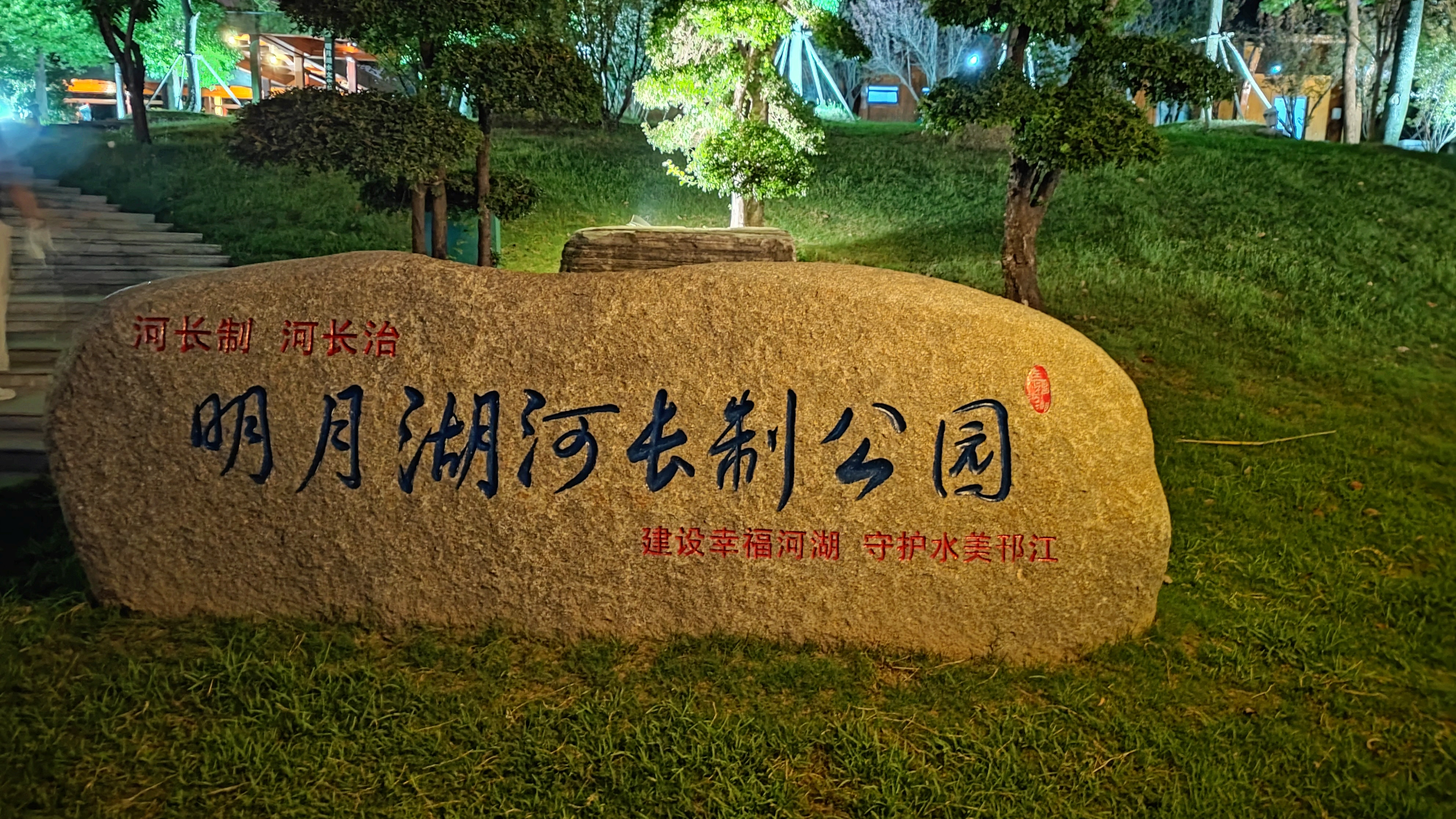
湖北边一块刻有「明月湖河长制公园」的石头

## 景观和设施

### 城市书房
2018年4月23日，即第23个世界读书日，坐落在明月湖畔的扬州市图书馆分馆明月湖城市书房建成。这是扬州市的第22个城市书房。书房以及周边休闲阅读区共500平方米，藏书10000余册，阅览座席72个。时任中国共产党扬州市委员会书记的謝正義在次日视察该城市书房，并发表讲话。
该城市书房由扬州市图书馆承担设计施工，面积300平方米，采用钢结构，四面为玻璃幕墙，顶面采用原木梁结构，再用玻璃封顶，加大室内采光；外部加了雨棚设计，可以满足户外阅读需求。
因2021年扬州市2019冠状病毒病聚集性疫情影响，扬州市实施封控管理。9月23日，明月湖城市书房恢复开放。

### 桥梁

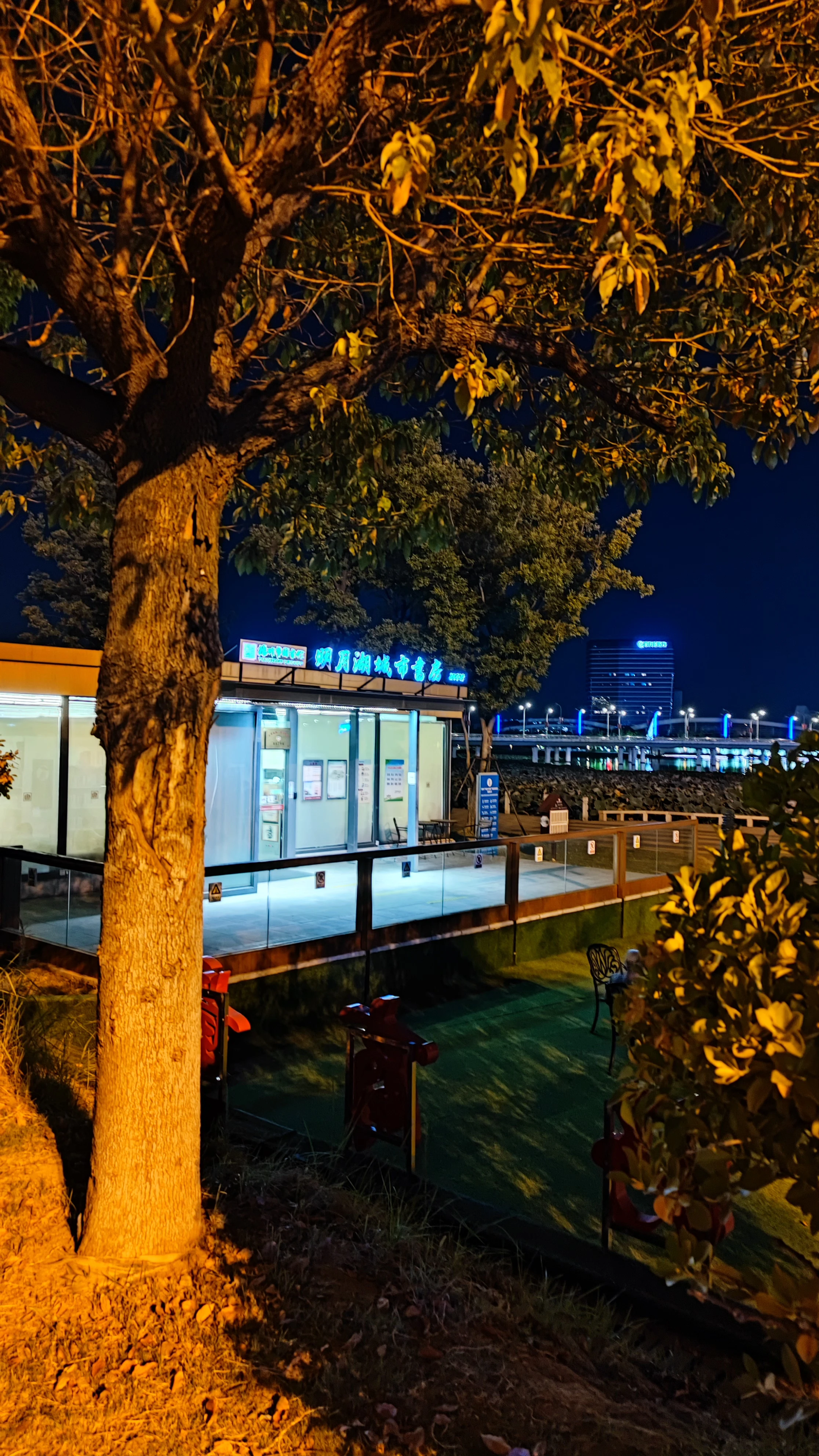
明月湖城市书房夜景

2022年8月，扬州市邗江区住房和城乡建设局对邗江主城区内38座桥梁进行了维修养护，设置了桥名牌，明月湖公园内的两座景观拱桥取名为通广桥、玉带桥。

#### 明月湖大桥
明月湖大桥为文昌西路的一部分，横跨明月湖；也是扬州鉴真国际半程马拉松赛赛道的一部分。

## 事件
2012年5月6日夜晚，扬州市城市管理局长邹国春与一名女子从北桥上跳入明月湖。行人见到这一幕后在桥上观望，但没有人冒险跳湖救援。事发10多分钟后 ，接到报警的警方赶到了现场，随后消防部门、120急救车和打捞队相继赶到事发现场进行搜救。深夜11时许两人被打捞上岸，已气绝身亡。